# Josep Maria Junoy
Josep Maria Junoy i Muns (Barcelona 1887-Barcelona, 1955) fue un periodista, dibujante y poeta español, escritor en lengua catalana hasta los años 1930, y desde entonces en lengua castellana. Se le suele citar simplemente por su primer apellido, con el que firmaba sus dibujos y artículos: Junoy; en alguna ocasión utilizó el pseudónimo Héctor Bielsa.

## Biografía
Era hermano de Emili Junoy i Gelabert. De joven vivió en París, donde trabajó de vendedor de libros y marchante de pintura. Se destacó como dibujante satírico, con temática de crítica de costumbres con un sentido anticlerical y de denuncia social, en la revista Papitu (1908-1910). Influido por Apollinaire, también fue uno de los introductores de la poesía vanguardista en Cataluña, a través de la revista vanguardista Troços, que él mismo dirigía. Realizó colaboraciones en La Publicitat, La Veu de Catalunya, Vell i Nou, La Nova Revista y El Matí (de estas dos últimas fue fundador y director).
En 1930 experimentó una conversión religiosa, haciéndose profundamente católico y alterando su ideología y trayectoria intelectual, decantándose por un neoclasicismo estético y por la apologética en defensa del catolicismo. Editó en catalán las obras de Gilbert Keith Chesterton. En la guerra civil española apoyó al denominado bando nacional. Durante el franquismo escribió únicamente en castellano en Solidaridad Nacional y Destino. Falleció el 3 de mayo de 1955 en Barcelona.

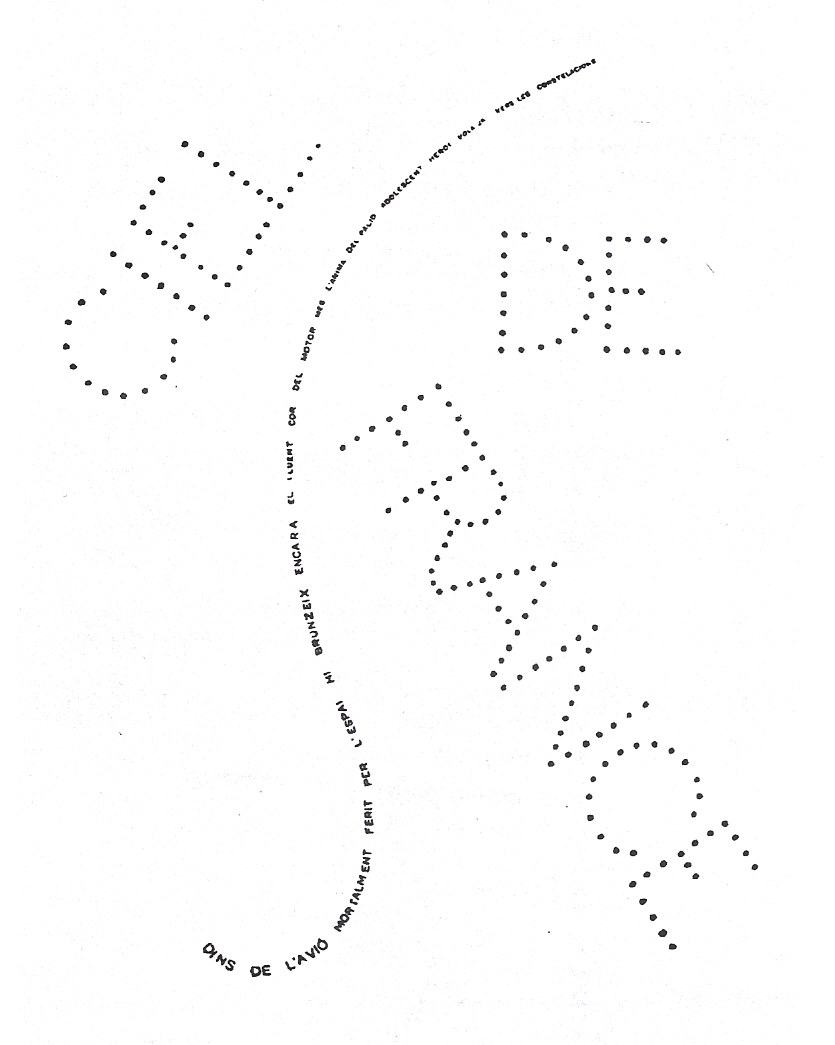
Oda a Guynemer, de Josep Maria Junoy (1917). Primer caligrama en lengua catalana.

En el terreno literario, el papel de Junoy fue clave: la vanguardia europea llegó a Cataluña, a través de la revista Troços, publicación que dirigió entre 1916 y 1917. Es el autor de uno de los más célebres caligramas: Guynemer o Oda a Guynemer (1915), considerado el primero en lengua catalana. La Oda a Guynemer es un ejemplo claro de la primera estética vanguardista en Cataluña, participando de la estética del cubismo y del futurismo. Junoy, como los poetas vanguardistas catalanes del momento (Joan Salvat-Papasseit, Joaquim Folguera, el primer J. V. Foix), actuaría en sincronía con los artistas franceses e italianos, y se adelantaría al resto de los vanguardistas españoles. El caligrama de Junoy (datado en 1915 y publicado en Poemes i cal•ligrames, en 1920) ejemplifica la síntesis de elementos cubistas (en cuanto a la representación formal) y futuristas (en cuanto al motivo temático). Georges Guynemer, héroe de la Primera Guerra Mundial que murió en combate, es el protagonista, aunque su nombre no se destaque. Dos planos se dibujan de manera yuxtapuesta: el cielo de Francia (en un plano horizontal) y el vuelo del aviador (en un plano vertical). La geometritzación del espacio ha sustituido todo formalismo. En este sentido, es un caligrama formalmente cubista; pero en cuanto al contenido, la exaltación del mundo de la aviación y de la muerte heroica, son motivos futuristas (guerra, tecnología). Otros caligramas españoles similares de la época son la portada de Hélices de Guillermo de Torre (caligrama Girándula); y En avió, de Joaquim Folguera.
Junto con Joaquim Folguera, el J. V. Foix de la primera época y Joan Salvat-Papasseit está entre las cuatro personalidades más importantes de la primera generación vanguardista catalana. Con ellos, pero en un plano secundario, Sebastià Sánchez-Juan (autor del Segon manifest català futurista, 1922) y Carles Sindreu, completan el panorama literario del momento. Cada uno de estos autores actuó independientemente, no formaron parte de ningún colectivo ni se adhirieron a una sola revista en exclusiva. Sus actitudes estéticas fueron, en cualquier caso, de una militancia relativa, siendo su paso por las vanguardias sólo un periodo más, entre otros, de sus trayectorias literarias. A diferencia de los surrealistas, su actitud es más prudente que arriesgada.
A pesar de estar claramente desconectado de Eugeni d'Ors y el grupo noucentista, propuso la creación de una «escola mediterránia» con fundamentos estéticos similares (artículos desde 1911 en La Piedad, con el pseudónimo de Héctor Bielsa); y de hecho, con el término mediterraneísmo se conoce un grupo de artistas plásticos cercanos al noucentisme, entre los que tampoco se le suele inscribir.

## Obras

### Poesía
- Poema a Guynemer (1915)
- Poemes i cal·ligrames (1920)
- Amour et Paysage (1920)
- Fin de paisaje. Doce Haikais de Occidente. (1941) (Con dibujos de Ramón de Capmany)
- Obra poètica (Quaderns Crema, 1984). Estudio y edición de Jaume Vallcorba.
- Obra poética (Acantilado, 2010). Estudio y edición de Jaume Vallcorba. Traducción de los poemas por Andrés Sánchez Robayna.

### Crítica de arte
- Arte y artistas (1912)
- Conferències de combat (1923)
- Els drets i els deures de la joventut (1924)
- Crear un públic (1925)
- El gris i el cadmi (1926)
- Marginàlia diversa (1928)
- La pintura catalana contemporània (1931)
- L'actualitat artística (1931)
- Elogio del arte español (1942)
- Los oficios artísticos (1945)
- Orígenes del arte (1945)
- Panorama de la pintura española (1947)